# Dolenje Polje (Dolenjske Toplice)
Dolenje Polje (deutsch Unterfeld bei Töplitz) ist eine Siedlung in der slowenischen Gemeinde Dolenjske Toplice im Südosten des Landes. Die Gegend ist Teil der historischen Region Unterkrain und gehört heute zur Region Jugovzhodna Slovenija (Südost-Slowenien). Das Dorf liegt am linken Ufer der Krka (dt. Krainer Gurk) gegenüber der Sušica-Mündung, flussabwärts von Gorenje Polje.